# Lilo Keller
Lilo Keller (* 1946 in der Nähe von Winterthur) ist eine Schweizer Musikerin, Klavierlehrerin und Lobpreisleiterin aus Winterthur in der Schweiz.

## Leben
Sie stammt aus der in Winterthur bekannten Klavierbauer- und Musikerfamilie Baur. Nach einem Studium der klassischen Musik, Schwerpunkt Klavier, arbeitete sie als Musikerin und leitete u. a. musikalische Kinderstunden im Schweizer Rundfunk. Mit ihrem Mann Geri Keller, einem Pfarrer der reformierten Landeskirche, war sie viele Jahre in verschiedenen Kirchengemeinden tätig.
Nach den Jahren gemeinsamer Arbeit entstand der Wunsch, mit selbst geschriebenen und komponierten Liedern Gott anzubeten. Zusammen mit weiteren Musikern gründete Lilo Keller die Reithalleband, die ihren Namen von den regelmässigen Auftritten bei überkonfessionellen Lobpreisgottesdiensten in einer ehemaligen Reithalle in Winterthur bekam. 
Die meisten Lieder der Reithalleband werden von Lilo Keller oder von weiteren Bandmitgliedern selbst geschrieben und komponiert. Der Musikstil umfasst sowohl Gospel-, Jazz- und Pop-Elemente als auch ruhige, an die Klassik angelehnte Stücke.
Nachdem Lilo und Geri Keller Anfang der 1990er Jahre aus dem aktiven kirchlichen Dienst ausschieden, gründeten sie in Winterthur die Stiftung Schleife, deren Ziel es ist, Christen aller Konfessionen durch verschiedene Seminare, Konferenzen, Seelsorge und Beratung im Glauben zu ermutigen, wobei der Lobpreis von Lilo Keller und ihrer Band eine wichtige Rolle spielt. Die Formation hat mehrere CDs aufgenommen und tritt neben den Veranstaltungen der Stiftung Schleife oft bei Konferenzen und Veranstaltungen im deutsch- und englischsprachigen Ausland auf. 
Lilo Keller ist auch auf Gemeinschaftsproduktionen mit anderen christlichen Musikern zu hören.